# Geely Emgrand GS
Geely Emgrand S и Geely Emgrand GS — компактные кроссоверы, выпускающиеся китайской компанией Geely Automobile с 2016 года.

## История семейства

### Geely Emgrand GS
За основу этого автомобиля был взят седан Geely Emgrand GL. Автомобиль оснащался двигателями внутреннего сгорания объёмом 1,3—1,8 литра, причём мощность 1,3-литрового двигателя 130 или 185 л. с., тогда как мощность 1,8-литрового двигателя 133 л. с.

### Geely Emgrand GSe
Geely Emgrand GSe — электромобиль с двигателем мощностью 163 л. с. Аккумулятор заряжается около получаса от 30 до 80%. При напряжении 220 вольт аккумулятор заряжается 9 часов. Разгон от 0 до 100 км/ч происходит за 9,9 секунды.

### Geely Emgrand S
Этот автомобиль производится с 2021 года с комплектующими, взятыми от электромобиля Geometry C. Расход топлива — 5,9 литров на 100 километров.

## Галерея

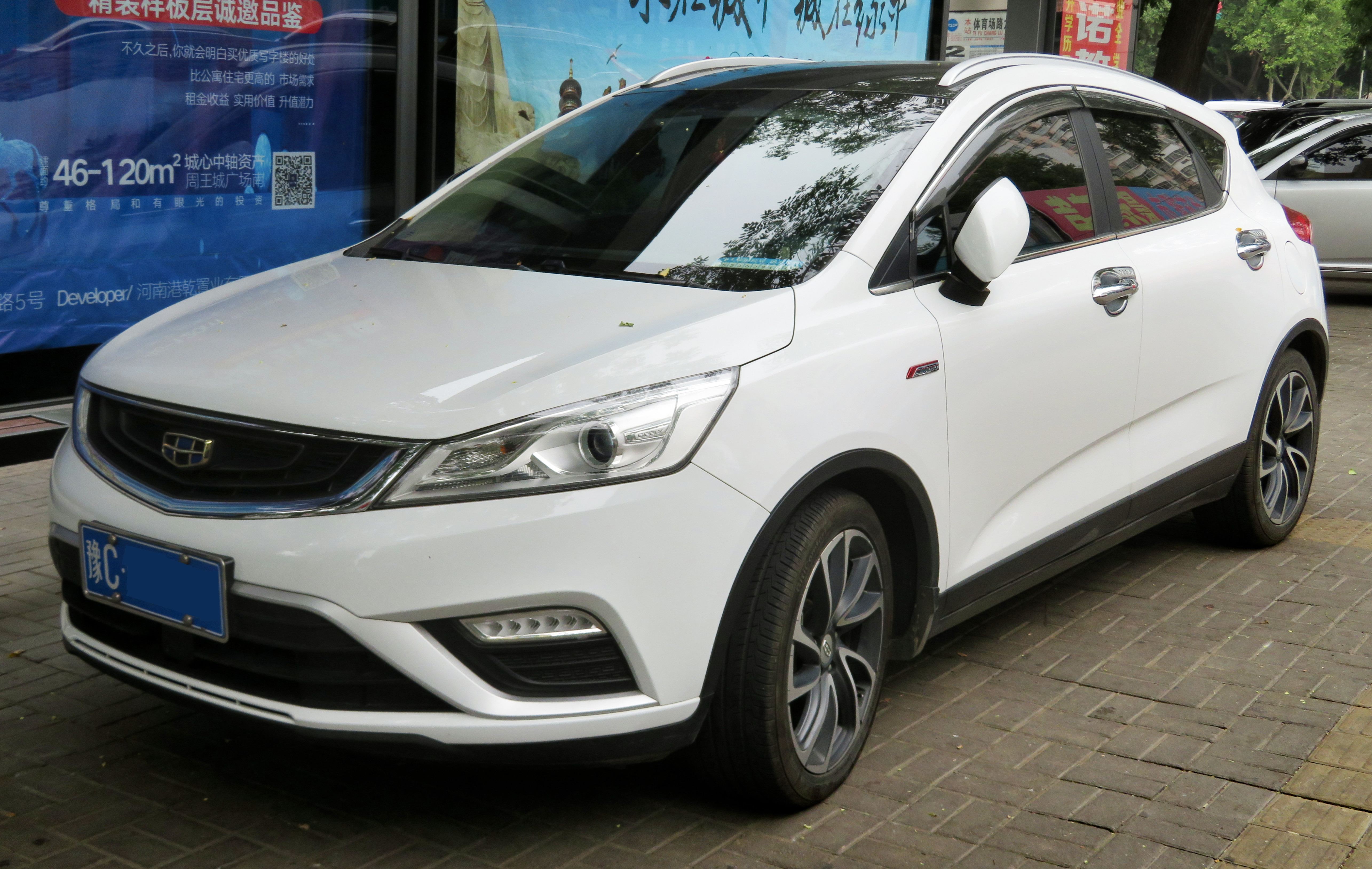
Geely Emgrand GS Elegant
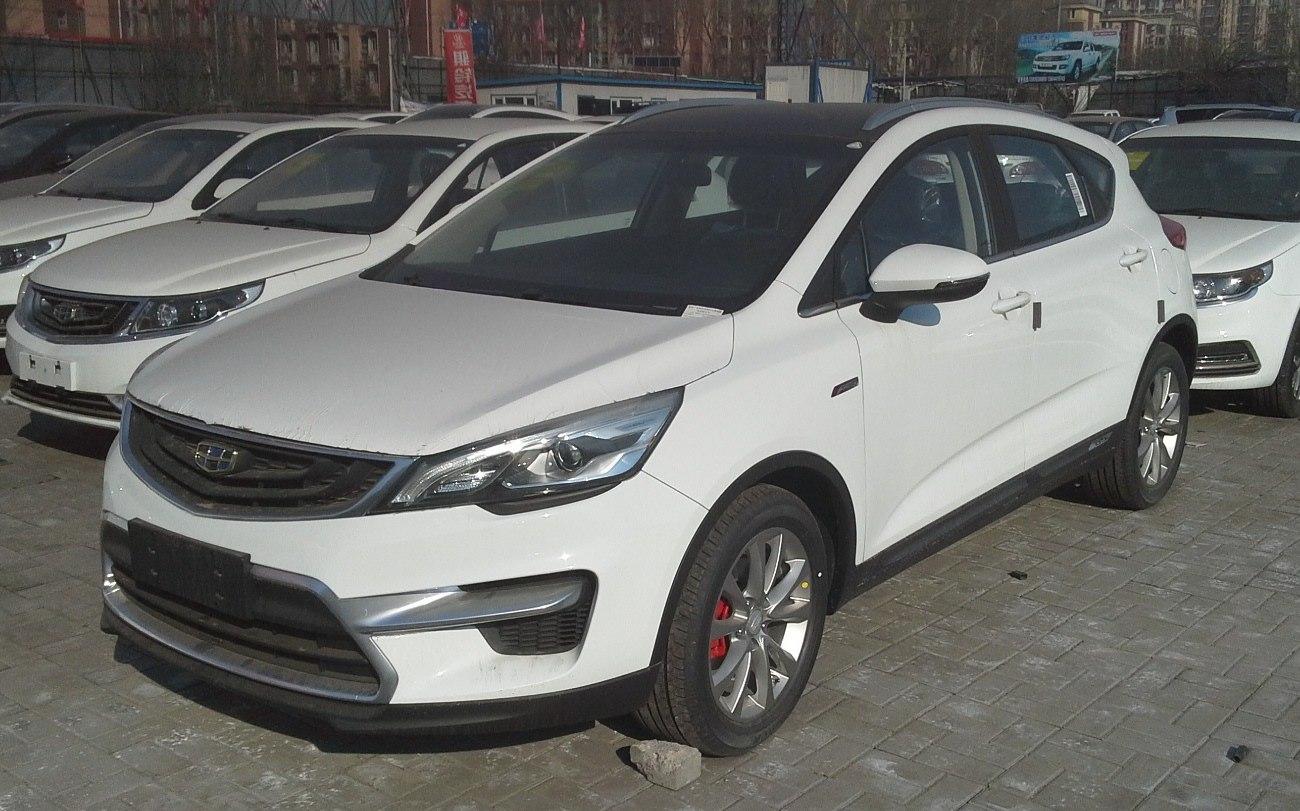
Geely Emgrand GS Sport
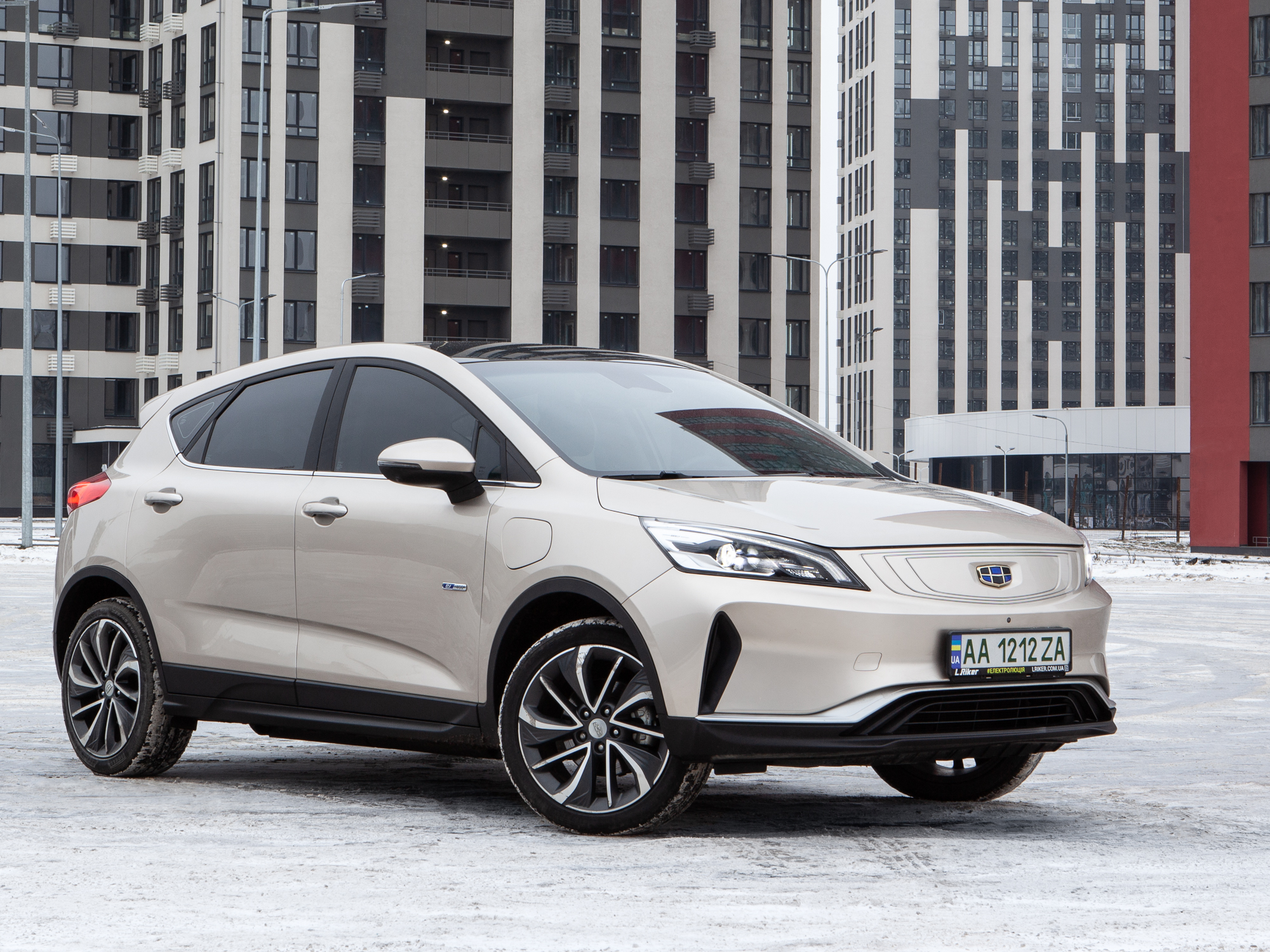
Geely Emgrand GSe
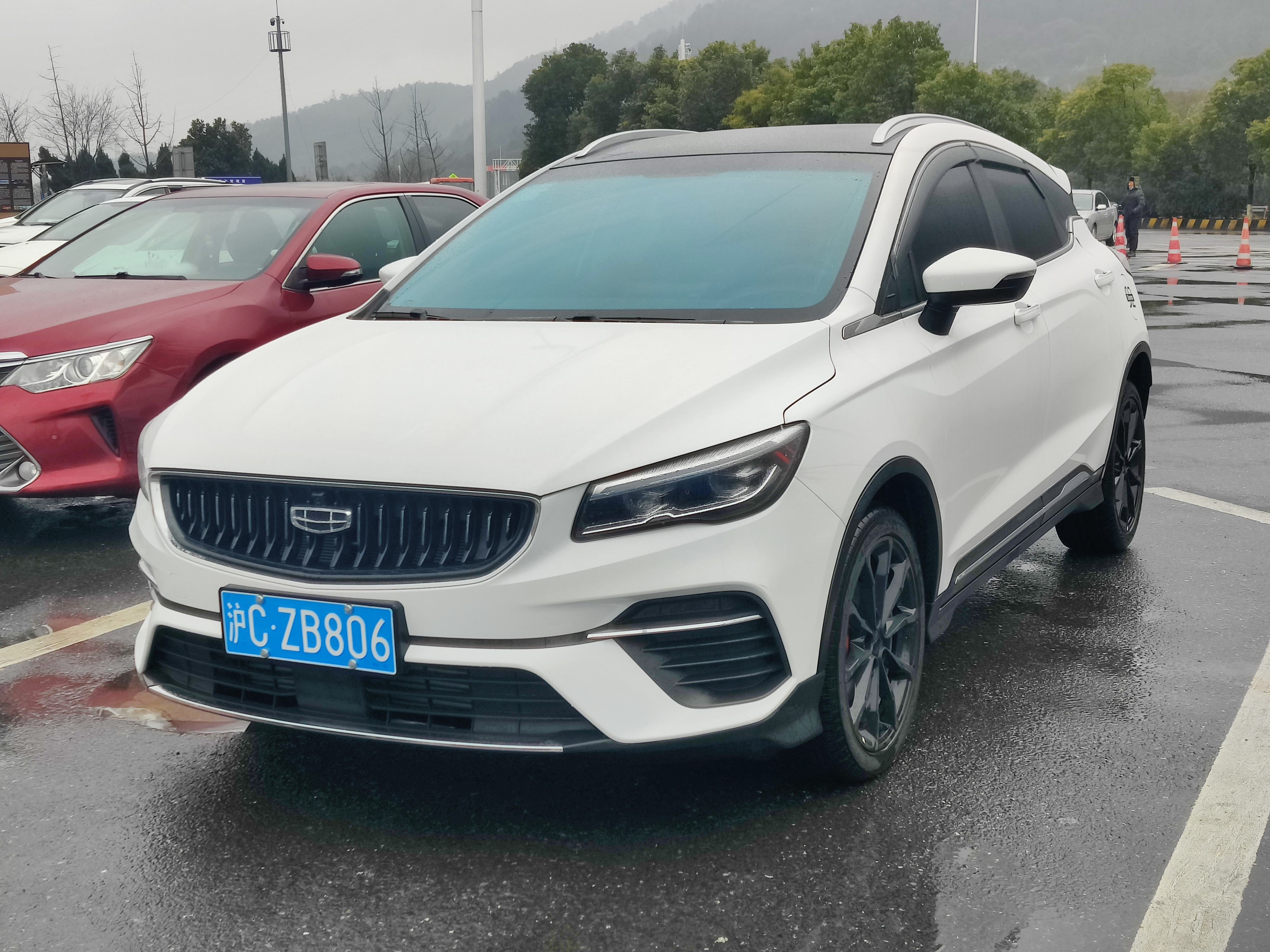
Geely Emgrand S